# Miaschistopus tetricus
Genre
Espèce
Synonymes
- Crypsidromus tetricus Simon, 1889
- Lasiodora tetrica (Simon, 1889)
- Miaschistopus rapidus Pocock, 1897

Miaschistopus tetricus, unique représentant du genre Miaschistopus, est une espèce d'araignées mygalomorphes de la famille des Theraphosidae.

## Distribution
Cette espèce est endémique du Venezuela.

## Publications originales
- Simon, 1893 : Arachnides. Voyage de M. E. Simon au Venezuela (décembre 1887 - avril 1888). 21e Mémoire. Annales de la Société Entomologique de France, vol. 61, p. 423-462 (texte intégral).
- Pocock, 1897 : On the spiders of the suborder Mygalomorphae from the Ethiopian Region, contained in the collection of the British Museum. Proceedings of the Zoological Society of London, vol. 1897, p. 724-774 (texte intégral).